# Bosse Hall Christensen
|  | Denne artikel handler om den danske musiker Bosse. Der er også en en amerikansk musiker med dette navn, se Bosse (amerikansk musiker) |
Bosse Hall Christensen (født 5. marts 1949 i Græsted) er en dansk musiker, musikproducer, tekstforfatter instruktør, speaker og foredragsholder. Han var medstifter af pop- og rockbandet Shu-bi-dua, som han var medlem af i årene fra 1973 til 1981. Han har siden været med i flere andre bands heriblandt Hardinger/Thorup, som han trådte ud af i 2013. Fra 2015-2021, var han med i Shubberne, men spiller i dag i en musikalsk duo. Han har desuden haft eget produktionsselskab igennem mange år.

## Karriere
Han er født Gunnar Hall Christensen, men har siden barnsben været kendt under kælenavnet Bosse.
Christensen startede med at spille trommer i en tidlig alder og arbejdede sideløbende med musikkarrieren i mange år som arkitekt. Han begyndte allerede som 15 årig at spille i bands samtidig med han tog trommeundervisning på Hellerup Musikskole. Han var senere en af grundlæggerne af Shu-bi-dua. Det var hans barndomsven Paul Meyendorff (guitar) der fik ham med i bandet Passport i 1971, som ud over de to, bestod af guitaristen Michael Hardinger og bassisten Niels Grønbech. Siden ændrede Passport sig til Shu-bi-dua, da forsanger Michael Bundesen og keyboardspiller Jens Tage Nielsen trådte til i 1973, hvor sekstetten udgav debutsinglen 'Fed Rock'.
Christensen var én af de bærende kræfter på tekstsiden[kilde mangler] og var med til at skrive de fleste sange frem til og med Shu-bi-dua 7.[kilde mangler]. På pladesiden er han, ud over trommespillet, formentlig mest kendt for gimmick-nummeret "Jeg er fluen" fra Shu-bi-dua 2, som han lægger stemme til. Nummeret er en parodi på Jeppe Aakjærs vise "Jeg er havren". Bosse måtte dog forlade gruppen i slutningen af 1981 pga. et voksende alkoholforbrug og musikalske uoverensstemmelser, hvorefter han trak sig tilbage fra offentligheden gennem en lang årrække. Med Bosses og klaverspilleren Jens Tage Nielsens exit ændrede gruppens musikalske kemi sig endegyldigt.[kilde mangler] Efterfølgende var han dog kortvarigt involveret i gruppen som tekstforfatter på albummet Shu-bi-dua 11 i 1985.

## Efter Shu-bi-dua-tiden
Bosse satte musikkarrieren på standby fra midtfirserne og ca. 15-20 år frem. I denne periode drev han bl.a. sit eget produktionsselskab.
I 2009 genoptog han officielt trommespillet, efter at være blevet introduceret som gæstetrommeslager i Hardinger-Thorup Band ved en koncert i Skagen. Og efter et par koncerter blev han erklæret fast medlem af bandet. Han trak sig ud i 2013 og blev erstattet af trommeslageren Flemming Olsen. Sideløbende hermed (fra 2009 til 2012) spillede Bosse trommer i bandet, Soulfood, som foruden ham selv bestod af Michael Jørgensen (fra det hedengangne Tyggegummibanden) på vokal og guitar, samt Regnar Egekvist på bas. Bosse blev herefter medlem af rockbandet Einstein, som han også var medstifter af, og som primært bestod af Shu-bi-dua-veteraner. Bandet gik i opløsning efter udgivelsen af singlen "Alhambravej". Bosse var ligeledes trommeslager i gruppen Veteranerne med bl.a. Michael Hardinger og Claus Asmussen, og som var dannet med det ene formål, at spille for de danske tropper i Afghanistan. Under navnet Hall & Bull udgav Bosse og Gorm Bull Sarning i 2010 singlerne "Kodimagnyler" og "Ikke en chance", og i 2014 blev konstellationen Fanden & Hans Pumpestok dannet, hvor Bosse ligeledes spillede trommer. De udgav singlen "En ung blond pige", som i en tidligere version var udgivet under titlen "Den danske sang" af konstellationen Musikkollektivet, ét af Michael Hardingers, Claus Asmussens og Kim Daugaards musikalske projekter.
I oktober 2014 udgav Bosse Hall Christensen erindringsbogen Gokkelajser, hvor han, udover sin livshistorie, fortalte om sine år i Shu-bi-dua, men også om sit eskalerende alkoholmisbrug. Bogen høstede blandede anmeldelser. I bogen kritiserede han bandets videre karriere, efter han var blevet smidt ud, og skrev bl.a. at "De medlemmer, som siden stødte til Shu-bi-dua, var alle jasigere og rygklappere, og bidrog ikke med nytænkning, hverken sprogligt eller musikalsk." Han fortsatte desuden med at skrive "Da dét først blev tilsidesat og bandet for alvor gik mainstream, mistede det efter min mening hele sit eksistensgrundlag."
I 2015 etablerede han Shu-bi-dua-kopibandet Shu-bi or not Shu-bi sammen med det tidligere Shu-bi-dua-medlem Claus Asmussen. Siden kom også Willy Pedersen med, og bandet tog navneforandring til Shubberne. Gruppen spiller coverversioner af Shu-bi-duas numre fra perioden 1973-1982. I 2021 blev Bosse ekskluderet fra Shubberne, da de øvrige medlemmer fandt hans corona-skepsis uforenelig med bandets virke og sikkerhed. Samme år dannede han Shubiduo med guitaristen og sangeren Carsten Rønnest, der i lighed med hans forrige band spiller Shu-bi-dua-sange.
Ved siden af musikken, arbejder Bosse som instruktør, speaker og foredragsholder.

## Diskografi
- Shu-bi-dua, 1974
- Shu-bi-dua 2, 1975
- Shu-bi-dua 3, 1976
- Shu-bi-dua 4, 1977
- 78'eren, 1978
- Shu-bi-dua 6, 1979
- Shu-bi-dua 7, 1980